# Mike Werner (Karatesportler)
Mike Werner (* 1967) ist ein deutscher Karateka.

## Leben
Ab 1990 trainierte Werner Shukokai Karate bei Edmond Horn in Magdeburg. Ab 1992 war er auch selbst als Ausbilder tätig. 1993 hielt er sich für vier Wochen in den USA auf und trainierte bei Shihan Kimura, bei dem er auch seinen ersten Dan ablegte. Es folgten diverse weitere Aufenthalte. 
1993 nahm er in Portugal erstmals an einer Weltmeisterschaft teil. Es folgten diverse Antritte bei Wettkämpfen, darunter viele Europa- und Weltmeisterschaften. Bei den Europameisterschaften 1999 in der Schweiz erreichte er Bronze im Teamkumite. 2001 erzielte er in Portugal EM-Bronze im Teamkata. Im Jahr 2004 wurde er deutscher Meister im Superschwergewicht im Freefight-Vollkontakt. Im gleichen Jahr wurde er auch Weltmeister im Kata bei den Weltmeisterschaften in Kapstadt in Südafrika.
2005 wurde er Vize-Europameister im Amateur-Kickboxen der World Karate and Kickboxing Association in Pressburg in der Slowakei. In diesem Jahr wurde er auch Internationaler Deutscher Meister im Amateur-Thaiboxen. Es folgte 2007 ein Titel als Vize-Europameister im Kumite im Schwergewicht in Stockholm in Schweden. Bei den Weltmeisterschaften 2008 in Zürich in der Schweiz holte er Bronze im Kata. In Zürich legte er auch seinen 5. Dan ab.
Im Jahr 2009 hatte er weitere Erfolge auf europäischer Ebene. Bei den Europameisterschaften Deutschland holte er Silber im Kumite und bronze im Kata. 2010 wurde er in Lissabon Weltmeister im Kata und erreichte im Kumite Silber. Bei den Europameisterschaften 2001 in Birmingham wurde er im Kumite Europameister und holte im Kata den Vizemeistertitel.
Werner ist Vorsitzender des Kimura Karate Magdeburg e. V.

## Auszeichnungen
2010 durfte sich Werner in Anerkennung seines sportlichen Erfolgs als Karateka bei der Weltmeisterschaft in das Goldene Buch der Stadt Magdeburg eintragen.